# Vitějovice (hrad)
Vitějovice (též Osule) je zřícenina nedostavěného hradu u stejnojmenné vesnice v okrese Prachatice. Hrad stál západně od vesnice na vrchu Osule v nadmořské výšce 640 m. Dochovaly se z něj fragmenty dvou věží a zdí dalších budov, které jsou od roku 1963 chráněny jako kulturní památka. Jméno Osule se v písemných pramenech objevilo až v roce 1379, tedy v době po zániku hradu.

## Historie
Zakladatelem hradu byl pravděpodobně král Přemysl Otakar II., ale po jeho smrti byla stavba zastavena, a snad také v roce 1276 pobořena. V roce 1283 Vitějovice získal Jan z Michalovic. Z roku 1298 je potom známý Bruno z Vitějovic a z roku 1312 bratři Přibík, Racek a Vernéř, kteří v roce 1317 zdejší panství vyměnili s Bavorem ze Strakonic za hrad Pořešín. Je však možné, že tito sídlili na téměř zcela zaniklém opevněném sídle jižně od vitějovického kostela (v místě usedlosti čp. 2), které je zachyceno na mapě z roku 1837. Vitějovice po výměně ztratily svůj význam a byly opuštěny. Nejpozději po roce 1344, kdy panství připadlo Rožmberkům, byly vystavěné části hradu z obav před zneužitím zbořeny.

## Stavební podoba
Staveniště hradu bylo obdélné. Na severní vstupní straně stál okrouhlý bergfrit, za kterým bylo menší nádvoří beze stop zástavby. Za ním se na jižní straně nacházelo obdélné nádvoří obestavěné ze všech stran palácovými křídly. Vstupovalo se do něj průjezdem ve středu severního křídla. Na jižní straně předstupoval před vnější zeď jižního palácového křídla druhý okrouhlý bergfrit.

## Přístup
Zřícenina hradu je volně přístupná po odbočce z modře značené turistické trasy z Vitějovic do Husince.